# James Gother
James Gother (... – 9 novembre 1696) è stato un ufficiale inglese.
Servì come Commander-in-Chief Thames per otto giorni, dal 7 al 15 aprile 1696.

## Biografia
Promosso capitano nel maggio 1689, Gother comandò, in successione, dal 21 giugno 1690 la HMS Woolwich di quarta classe, e dal 31 maggio 1692 la HMS Restoration di terza classe e dall'11 settembre 1696 la HMS Royal Katherine di seconda classe. Il 24 marzo 1694 fu processato dalla corte marziale per non essere riuscito a intercettare il corsaro francese, Jean Bart, e per avergli permesso di attraversare il blocco navale davanti a Dunkerque nel 1691. Giudicato colpevole fu brevemente sospeso dal comando.
Partecipò poi all'azione della HMS Restoration durante la Battaglia di Barfleur-La Hogue nel maggio 1692.
Servì brevemente come Commander-in-Chief Thames dal 7 aprile 1696 al 15 aprile 1696.